# Helmut Bakaitis
Helmut Bakaitis, född 26 september 1944 i Lauban i dåvarande Tyskland, är en australiensisk skådespelare.
Bakaitis har bland annat gjort rollen som Arkitekten i filmerna Matrix Reloaded och Matrix Revolutions.